# Maud Wagner

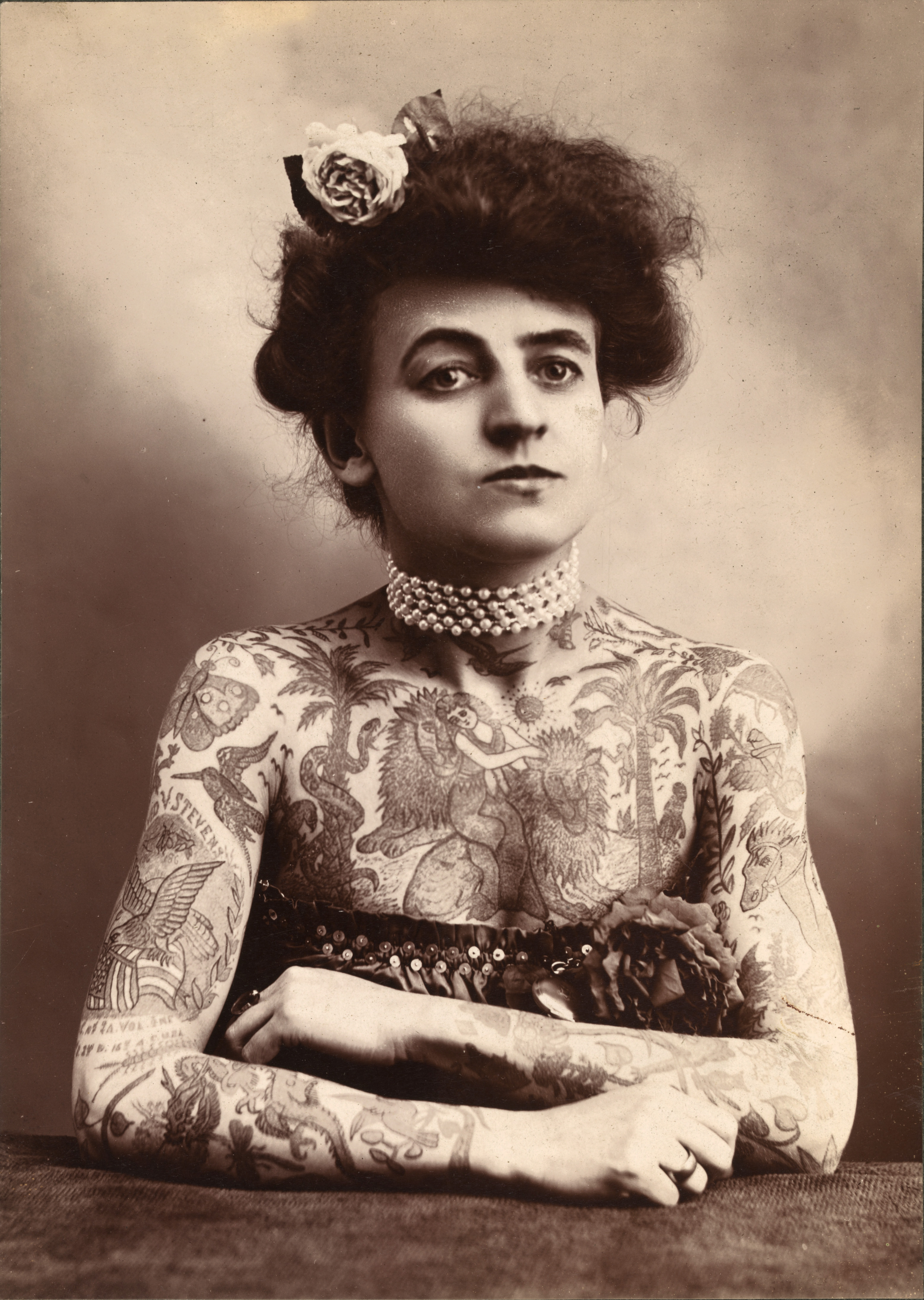
Maud Wagner, um 1907

Maud Wagner (* 12. Februar 1877 in Emporia, Kansas; † 30. Januar 1961 in Lawton, Oklahoma) war eine US-amerikanische Zirkusartistin und die erste bekannte Tätowiererin in den Vereinigten Staaten.

## Leben
Maud Stevens wurde 1877 als Tochter von David Van Buran Stevens (1838–1926) und Sarah Jane McGee (1844–1923) geboren und wuchs mit ihrer älteren Schwester Dora Stevens (1869–1949) im Lyon County auf. Als junge Erwachsene begann sie als Akrobatin in verschiedenen Wanderzirkussen aufzutreten. Als erfahrene Trapezkünstlerin und als Schlangenmensch reiste sie mit dem Zirkus 1904 zur Weltausstellung Louisiana Purchase Exposition (informell als „The Saint Louis World’s Fair“ bekannt) nach St. Louis in Missouri, wo sie ihren späteren Mann Gus Wagner kennenlernte, der bei der Weltausstellung als Tätowierer arbeitete und selbst als tätowierte Attraktion auftrat. Gus Wagner (* 1871 in Marietta, Ohio; † 1941) war zwischen 1897 und 1901 als Handelsseemann um die Welt gereist und behauptete, die Technik des Handtätowierens von Stammesangehörigen auf Java und Borneo gelernt zu haben, war aber von Alfred South (Alfred Charles George Schmidt aus Karlsbad in Böhmen), der als Auswanderer nach England gekommen war, unterrichtet worden.

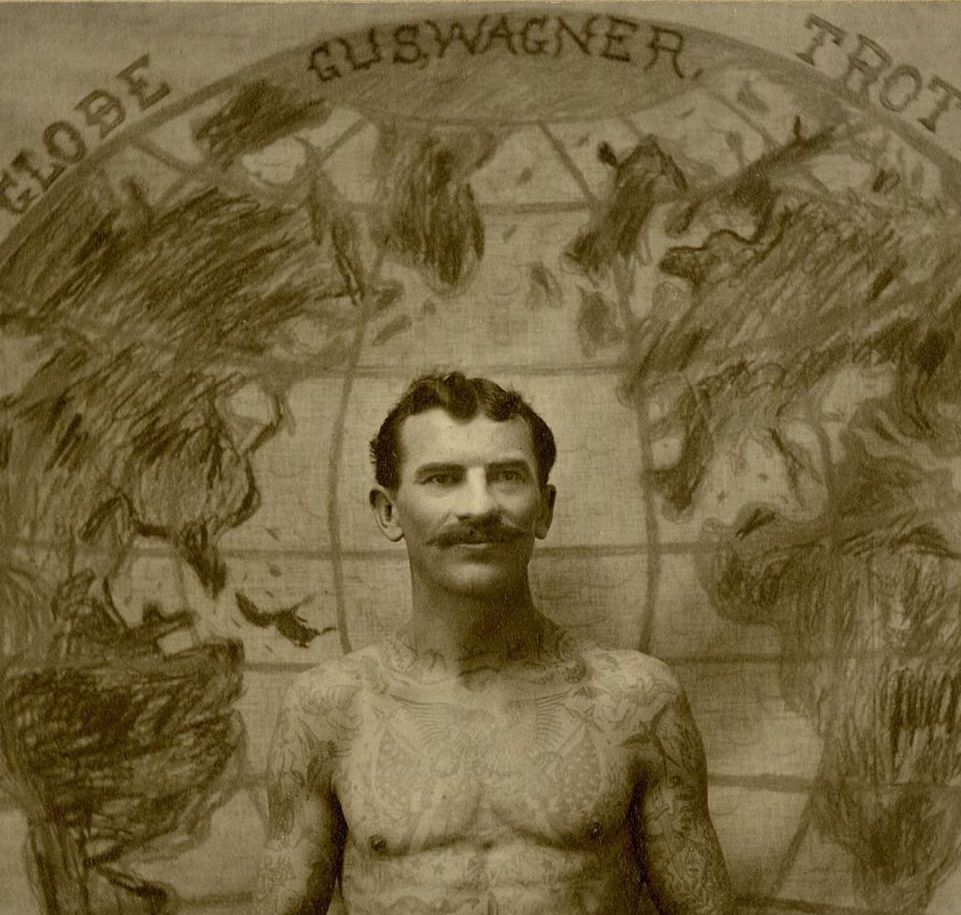
Gus Wagner, 1904

Maud Stevens stimmte einer ersten Verabredung mit ihm unter der Bedingung zu, dass er ihr das Tätowieren zeige. Sie heirateten kurz nach diesem ersten Treffen am 3. Oktober 1904. Maud ging bei ihrem Ehemann in die Lehre und übte sich im Tätowieren. Sie lernte, wie man traditionelle „handgestochene“ Tätowierungen ohne Maschine nur mit Nadel und Tinte macht. Sie war eine talentierte Künstlerin und die erste bekannte Tätowiererin in den Vereinigten Staaten.
1907 hatte Maud Wagner bereits mehrere hundert Tätowierungen und begann selbst zu tätowieren. Sie und ihr Mann arbeiteten jahrzehntelang als Tätowierer zusammen, doch in Zeitungsanzeigen inserierte sie unter dem Namen „M. Stevens. Wagner“, so dass nicht ersichtlich war, dass es sich um eine Frau handelte, da viele Kunden Bedenken hatten, sich von einer Frau tätowieren zu lassen.
Maud Wagner war vom Halsansatz abwärts bis zu den Zehen tätowiert. Die Tätowierungen wurden von ihrem Mann gestochen und zeigten die für die Zeit typischen Motive. Maud Wagner hatte neben patriotischen Tattoos auch solche mit Vögeln, Palmen, Schmetterlingen, Affen, Löwen, Pferden, Frauenfiguren, einen Tigerkopf, einen bullenreitenden Cowboy und eine Schlange, die sich an einem Baum hochwindet. Auf ihrem linken Arm war zudem ihr Name eingestochen. Auf ihrem Gesäß waren zwei junge Elefanten tätowiert.

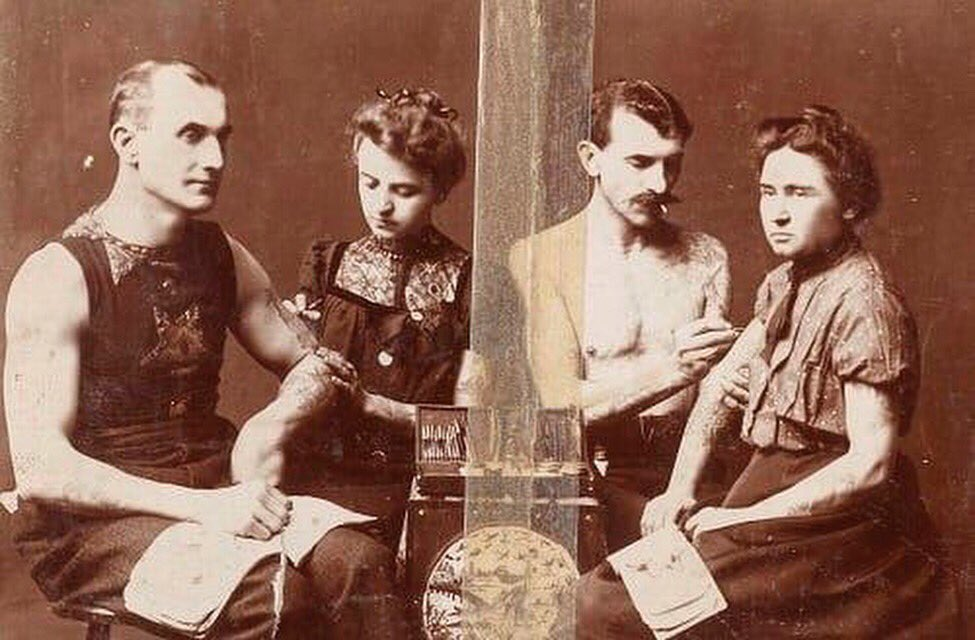
Maud und Gus Wagner beim Tätowieren, um 1910

1910 hatten die Wagners einen eigenen Zirkus, mit dem sie durch das Land reisten. Nachdem ihre am 4. Oktober 1908 geborene erste Tochter Sarah J. Wagner im Alter von einem Monat am 7. November 1908 gestorben war, kam am 12. März 1910 Tochter Lotteva im Zirkus zur Welt, die im Alter von neun Jahren mit dem Tätowieren begann und später selbst eine erfahrene Tätowiererin wurde. Im Gegensatz zu den meisten Tätowierkünstlern dieser Zeit hatte Lotteva zeitlebens keine Tattoos.
Die Wagners reisten in den folgenden 30 Jahren als Tätowierer und als Zirkusartisten durch ganz Amerika. Maud Wagner trat auch solo als Tätowierte Dame oder gemeinsam mit ihrem ebenfalls tätowierten Mann auf. Sie arbeiteten in Varietétheatern, Jahrmärkten, Wild-West-Shows, im Zirkus, in Freizeitparks und auf Messen. Obwohl Samuel O’Reilly ab 1892 die Tätowiermaschine publik machte, behielten Maud und ihr Mann als zwei der letzten Tätowierer die Praxis des Tätowierens von Hand bei. Ihnen wird zugeschrieben, dass sie die Tätowierkunst ins Landesinnere brachten, weg von den Hafen- und Küstenstädten, in denen die Praxis ihren Anfang genommen hatte.
Das Paar wohnte viele Jahre in der Nähe von Homestead im Chase County in Kansas. Gus Wagner starb 1941 durch einen Blitzschlag. Maud lebte von 1949 bis zu ihrem Tod zwölf Jahre bei ihrer Tochter Lotteva. Sie arbeitete bis zu ihrem Tod im Jahr 1961 und stach die Motive von Hand ohne Maschine. Ihr Grab befindet sich auf dem Homestead Cemetery im Chase County.